# Circus (гурт)
Circus — американський павер-поп, софт-рок гурт з Клівленду, штат Огайо.
Гурт діяв на початку та в середині 1970-х років. 
Однойменний альбом гурту Circus був випущений у 1973 році, а їхній сингл «Stop Wait & Listen» дебютував на 91 місці в чарті Billboard Hot 100 17 березня того ж року.

## Учасники гурту
- Мік Сабол (Mick Sabol) — гітара, вокал
- Філ Александр (Phil Alexander) — вокал, клавішні
- Томмі Добек (Tommy Dobeck) — барабани
- Франк Салле (Frank Salle) — бас-гітара
- Ден Хрдліка (Dan Hrdlicka) — гітара, вокал (1970-1973)
- Крейг Балзер (Craig Balzer) — гітара, вокал (1973-1975)
- Брюс Бальзер (Bruce Balzer) — гітара, вокал (1973-1975)

## Дискографія
Альбоми
- Circus (1973 рік)

Сингли
- «Stop Wait & Listen» (17 березня 1973 року)